# Medskogsbron
Medskogsbron är en småort i Sundsvalls kommun, Västernorrlands län.